# 妙福寺 (南房総市)
妙福寺（みょうふくじ）は、千葉県南房総市富浦町南無谷にある日蓮宗の寺院。山号は成就山。旧本山は真間弘法寺、小西法縁。南房総市指定文化財で伝日法作の日蓮聖人像を祀る。

## 歴史
- 建長5年（1253年）鎌倉に向かう立正大師日蓮が足止めされた地に弘安2年（1279年）泉沢太郎が創建した持仏堂が起源。のちに六老僧の日頂の弟子日念が現在の寺号に改めた。

## 参考資料
- 日蓮宗寺院大鑑編集委員会『宗祖第七百遠忌記念出版 日蓮宗寺院大鑑』大本山池上本門寺 (1981年)
- 市川智康『日蓮聖人の歩まれた道』水書房

## 公式サイト
- 公式ウェブサイト

座標: 北緯35度3分28.1秒 東経139度49分46.2秒 / 北緯35.057806度 東経139.829500度